# カネ餅
カネ餅（カネもち）は、秋田県のマタギに伝わる携帯食料、非常食。漫画『ゴールデンカムイ』（野田サトル作）に登場したことで話題となった。
寒さの中でも凍らないとされ、阿仁（現・北秋田市）や仙北（現・仙北市）のマタギがクマ狩りの際に携行し、遭難した場合の非常食として利用されていた。マタギたちは、「クラガイ」と呼ばれる長い布袋にカネ餅を入れて腹巻として着用し、降雪した山岳を駆け巡り、時には雪中に野宿もしてクマ狩りを行っていた。
秋田県は高齢化率が日本一であり（2024年時点）、マタギも同様に高齢化に伴って継承が危ぶまれており、カネ餅についても名前は知っていても作り方を知っている人は限られていた。

## 漫画での言及
漫画『ゴールデンカムイ』の登場人物・谷垣源次郎は阿仁マタギだったという設定となっており、谷垣が語る形で「クルミ入りカネ餅」が登場している。
作中では、丸いものと楕円のものとで2つ1セットとなっており、米粉に水を加えて、味噌か塩を混ぜてこねてから、葉っぱに包み、囲炉裏の灰の下で蒸し焼きにする。クルミを混ぜるのは谷垣による工夫である。また、戸沢マタギではカネ餅に味噌は使用しないとのこと。